# Никколини, Джованни Баттиста
Джованни Баттиста (Джанбаттиста) Николлини (итал. Giovanni Battista Niccolini; 29 октября 1782 — 20 сентября 1861, Флоренция) — итальянский поэт, драматург.
Первые трагедии написаны в классицистской форме, к которой позднее был добавлен романтический пафос.

## Трагедии
- «Поликсена» (1813, «Театро нуово», Флоренция)
- «Эдип в лесу Эвменид» (1823)
- «Медея» (1825)
- «Людовико Сфорца» (1847)
- «Беатриче Ченчи» (соч. 1838)
- «Антонио Фоскарини» (1823, пост. 1827, Флоренция)
- «Джованни да Прочида» (1817, пост. 1830, Флоренция; после премьеры запрещена австрийской цензурой) — о восстании сицилийцев в 1282 году
- драматическая поэма «Арнольд Брешианский» (пост. 1838)
- «Навуходоносор» (соч. 1815) — под именем царя выведен Наполеон Бонапарт.